# Яковлев, Аристарх Андреевич
Аристарх Андреевич Яковлев (ок. 1585 — 22 июня 1634) — российский государственный деятель первой половины XVII века, воевода. Из рода Яковлевых — потомков Облагини. Сын Андрея Даниловича Яковлева, воеводы Карачева в 1580—1581.
В 1606 г. вёрстан поместным окладом в 500 четей по Мещовску. Участвовал в сражении армии царя Василия Шуйского с войсками Болотникова, за что получил прибавку к поместному окладу до 750 четей.
С 1629 г. дворянин московский.
В 1633, в самый разгар войны с Польшей, был назначен воеводой в Мещовск, являвшийся в то время пограничным городом. Возможно, это назначение было связано с тем, что он сам имел вотчины и поместья в уезде.
22 июня 1634 года внезапно умер во время осады Мещовска литовскими войсками.

### Земельные владения
- Вотчина — деревня Сухой Сот в Мещовском уезде, село Каверино Шацкого уезда.
- Поместье — сельцо Роденка, Бардыкино тож, в Мещовском уезде

### Семья и дети
Аристарх Яковлев был женат 4 раза. Дети (кроме умерших в младенчестве):
Дочери:
- Евдокия
- Акулина (в замужестве Быкова)
- Агафья

Сыновья (все — от четвёртой жены):
- старший — Мелетий, стряпчий, умер в 1650 г., бездетный.
- второй — Роман (ум. ок. 1695) — стольник, воевода
- младший — Кирилл (ум. 1687) — думный дворянин.